# نادي العدالة موسم 2016–17
شاركَ نادي العدالة في دوري الدرجة الأولى السعودي 2016–17 حيثُ خاض 30 مباراةً نجحَ خلالها في حصدِ 36 نقطة فقط ليحتلَّ بذلك المركز الرابع عشر في ترتيب الدوري هابطًا بذلك للدرجة الثانيّة.

## نظرة عامّة
| المنافسة                  | أول مباراة       | آخر مباراة        | الدور الافتتاحي | المركز النهائي    | السجل | السجل | السجل | السجل | السجل | السجل | السجل | السجل   |
| المنافسة                  | أول مباراة       | آخر مباراة        | الدور الافتتاحي | المركز النهائي    | لعب   | ف     | ت     | خ     | له    | عليه  | ف.أ.  | الفوز % |
| ------------------------- | ---------------- | ----------------- | --------------- | ----------------- | ----- | ----- | ----- | ----- | ----- | ----- | ----- | ------- |
| دوري المحترفين            | 13 آب/أغسطس 2016 | 05 أيار/مايو 2017 | الجولة الأولى   | المركز الرابع عشر | 30    | 7     | 12    | 11    | 31    | 41    | −10   | 023٫33  |
| كأس خادم الحرمين الشريفين | –                | –                 | –               | –                 | 0     | 0     | 0     | 0     | 0     | 0     | +0    | —       |
| المجموع                   | المجموع          | المجموع           | المجموع         | المجموع           | 30    | 7     | 12    | 11    | 31    | 41    | −10   | 023٫33  |

المصدر: المنافسات

### ملخص النتائج
| شامل | شامل | شامل | شامل | شامل | شامل | شامل | شامل | على أرضه | على أرضه | على أرضه | على أرضه | على أرضه | على أرضه | خارج أرضه | خارج أرضه | خارج أرضه | خارج أرضه | خارج أرضه | خارج أرضه |
| لعب  | ف    | ت    | خ    | أ.ل  | أ.ع  | ف.أ  | ن    | ف        | ت        | خ        | أ.ل      | أ.ع      | ف.أ      | ف         | ت         | خ         | أ.ل       | أ.ع       | ف.أ       |
| ---- | ---- | ---- | ---- | ---- | ---- | ---- | ---- | -------- | -------- | -------- | -------- | -------- | -------- | --------- | --------- | --------- | --------- | --------- | --------- |
| 30   | 7    | 12   | 11   | 31   | 41   | −10  | 33   | 6        | 5        | 4        | 21       | 18       | +3       | 1         | 7         | 7         | 10        | 23        | −13       |

## الدوري

### معلومات عامّة
بداية الموسم
بدأ العدالة الدوري بشكل سيء حيثُ خسر في الجولة الأولى أمام هجر (0 – 1) في ملعبِ هذا الأخير الذي هو نفسه ملعب الأول في مدينة الأحساء. انتقل العدالة بعدها في الجولة الثانيّة إلى مدينة نجران لملاقاة نادي نجران وهناك تعرّض لخسارة قاسيّة برباعيّة نظيفة لتكون بذلك الخسارة الثانيّة له على التوالي. تدراك العدالة الأمر في الجولة الثالثة حينما فازَ على وج بهدفٍ نظيفٍ، ثمّ تعادل في الجولة الرابعة أمام القيصومة بهدفٍ لمثله.
عاد العدالة سريعًا لدوامة الخسائر حينما سقطَ في الجولة الخامسة أمام الحزم برباعيّةٍ نظيفةٍ، ثمّ خسر في تبوك أمام الوطني بهدف نظيف. تسبّبت سلسلة النتائج السلبيّة هذه في احتلال الفريق للمركز الأخير في جدول ترتيب الدوري بعد 7 جولاتٍ فقط من البداية.
خرجَ العدالة بنقطة ثمينة أمام أُحد في التاسع والعشرين من تشرين الأول/أكتوبر حينما تعادل الفريقانِ بهدفٍ لمثله، ثم خسر في الجولة التاسعة بهدفينِ مقابل واحد أمام الفيحاء في المجمعة. تعادل العدالة مع النجوم في الجولة السادسة المؤجّلة بهدفين مقابل هدفين، ثمّ حقَّق انتصارًا مهمًا على الطائي بـ 3 مقابل 1 في الأحساء.
في عشر جولات لعبها العدالة في بداية الموسم، حقّق الانتصار في مبارتين وتعادل في ثلاث بينما خسر 5 مباريات كاملة حاصدًا بذلك 9 نقاطٍ فقط من أصل 30 ممكنة.
منتصف الموسم
دخل العدالة منتصف موسمهِ وعينه على تحقيقِ نتائج إيجابيّة يهربُ بها من مؤخرّة الترتيب لكنّه اصطدم بفرق قويّة فحقّق أربع تعادلات على التوالي. الأول كان أمام الشعلة في الخرج، ثمّ الثاني في الجولة الثانيّة عشر أمامَ، بينما جاء التعادل الثالث أمام ضمك سلبيًا في خميس مشيط، في حين كان التعادل الرابع تواليًا ضدّ العروبة في سكاكا.
كسر العدالة سلسلة تعادلهِ هذه بانتصارٍ مهمٍّ في الجولة الخامسة عشر أمام النهضة (2 – 0)، لكنّه عاد لدوامّة التعادل في الجولة السادسة عشر أمام هجر، قبل أن يسقطَ أمام نجران في ميدانه بثلاثة أهداف مقابل اثنين.
تعادل العدالة في الثامنة عشر أمام نادي وج، وسقط في القيصومة بـ 4 مقابل 2، ثمّ حقَّق انتصارًا معنويًا أمام الحزم بهدفٍ نظيفٍ في الأحساء.
نجحَ العدالة إذن خلال عشر مبارياتٍ خاضها في منتصف الدوري في تحقيقِ الفوز في مناسبتين فقط، وتعادل في ستّ بينما هُزم في مبارتين أيضًا جامعًا بذلك 12 نقطة من أصل 30 ممكنة.
نهاية الموسم
بدأ العدالة آخر عشر مبارياتٍ له في الدوري بتعادلٍ سلبي أمام النجوم في الأحساء يوم 18 شباط/فبراير 2017، لكنّه تدارك الأمر حينما حقَّقَ انتصارًا مهمًّا على الوطني بـ 2 – 1، ثمّ دخل في دوّامةٍ من النتائجّ السلبيّة عقّدت من موقعه في الدوري.
لقد خسر العدالة أربع مبارياتٍ على التوالي، بدءًا من الجولة الثالثة والعشرين حينما سقطَ بثنائية أمام أحد في المدينة المنورة، تلاها سقوطٌ ثانٍ كبير أمام الفيحاء بـ 5 – 2 على ملعب الأمير عبد الله بن جلوي، أعقبها خسارةٌ ثالثةٌ ضدّ الطائي بهدفين نظيفين، ثمّ خسارةٌ هي الرابعة على التوالي في الجولة السادسة والعشرين أمام نادي الشعلة.
تسبّبت الخسائر الأربعة في تعقيدِ وضعيّة العدالة، فحاول التدارك في الجولات الأربعة الأخيرة من الدوري وهذا ما كان، حيثُ اقتنص انتصارًا مهمًا بـ 3 – 2 من ميدان الجيل، ثم خرجَ بنتيجة التعادل الإيجابي (1 – 1) أمام ضمك، وعاد للانتصار على العروبة بهدفينِ نظيفينِ، ثمّ تعادل في الجولة الأخيرة من الدوري أمام النهضة في مدينة الدمام.
جاءت استفاقة العدالة متأخرة جدًا، فعلى الرغمِ من تحقيقهِ للانتصار في ثلاث مباريات مقابل ثلاث تعادلات وأربع هزائم إلّا أن ذلك لم يسمح له في الهروب من المراكز الأخيرة فجاءَ في المركز الرابع عشر في جدول الترتيب وهو مركزٌ جعله يُغادر دوري الدرجة الأولى نحو الدرجة الثانيّة.

### قائمة المباريات
هذه قائمةٌ بمباريات نادي العدالة في موسمهِ الكرويّ 2016–17 في دوري الدرجة الأولى السعودي:
| 13 أغسطس 2016 1 | العدالة | 0 – 1 | هجر | الأحساء                              |
| 16:00           |         |       |     | الملعب: ملعب الأمير عبد الله بن جلوي |

| 19 أغسطس 2016 2 | نجران | 4 – 0 | العدالة | نجران                    |
| 16:12           |       |       |         | الملعب: ملعب جامعة نجران |

| 19 سبتمبر 2016 3 | العدالة | 1 – 0 | وج | الأحساء                              |
| 15:25            |         |       |    | الملعب: ملعب الأمير عبد الله بن جلوي |

| 23 سبتمبر 2016 4 | العدالة | 1 – 1 | القيصومة | الأحساء                              |
| 15:20            |         |       |          | الملعب: ملعب الأمير عبد الله بن جلوي |

| 02 أكتوبر 2016 5 | الحزم | 4 – 0 | العدالة | الرس               |
| 15:35            |       |       |         | الملعب: ملعب الحزم |

| 21 أكتوبر 2016 7 | الوطني | 1 – 0 | العدالة | تبوك                                  |
| 12:55            |        |       |         | الملعب: ملعب الملك خالد بن عبد العزيز |

| 29 أكتوبر 2016 8 | العدالة | 1 – 1 | أحد | الأحساء                              |
| 14:45            |         |       |     | الملعب: ملعب الأمير عبد الله بن جلوي |

| 05 نوفمبر 2016 9 | الفيحاء | 2 – 1 | العدالة | المجمعة                        |
| 11:15            |         |       |         | الملعب: مدينة المجمعة الرياضية |

| 12 نوفمبر 2016 6 | العدالة | 2 – 2 | النجوم | الأحساء                              |
| 13:55            |         |       |        | الملعب: ملعب الأمير عبد الله بن جلوي |

| 19 نوفمبر 2016 10 | العدالة | 3 – 1 | الطائي | الأحساء                              |
| 10:55             |         |       |        | الملعب: ملعب الأمير عبد الله بن جلوي |

| 26 نوفمبر 2016 11 | الشعلة | 0 – 0 | العدالة | الخرج                    |
| 11:05             |        |       |         | الملعب: ملعب نادي الشعلة |

| 01 ديسمبر 2016 12 | العدالة | 1 – 1 | الجيل | الأحساء                              |
| 10:45             |         |       |       | الملعب: ملعب الأمير عبد الله بن جلوي |

| 10 ديسمبر 2016 13 | ضمك | 0 – 0 | العدالة | خميس مشيط                                         |
| 11:35             |     |       |         | الملعب: مدينة الأمير سلطان بن عبد العزيز الرياضية |

| 16 ديسمبر 2016 14 | العروبة | 1 – 1 | العدالة | سكاكا                     |
| 11:25             |         |       |         | الملعب: ملعب نادي العروبة |

| 23 ديسمبر 2016 15 | العدالة | 2 – 0 | النهضة | الأحساء                              |
| 11:00             |         |       |        | الملعب: ملعب الأمير عبد الله بن جلوي |

| 32 ديسمبر 2016 16 | هجر | 0 – 0 | العدالة | الأحساء                              |
| 11:05             |     |       |         | الملعب: ملعب الأمير عبد الله بن جلوي |

| 05 يناير 2017 17 | العدالة | 2 – 3 | نجران | الأحساء                              |
| 14:45            |         |       |       | الملعب: ملعب الأمير عبد الله بن جلوي |

| 28 يناير 2017 18 | وج | 1 – 1 | العدالة | الطائف                 |
| 11:15            |    |       |         | الملعب: ملعب الملك فهد |

| 04 فبراير 2017 19 | القيصومة | 4 – 2 | العدالة | القيصومة                 |
| 11:35             |          |       |         | الملعب: ملعب نادي الباطن |

| 11 فبراير 2017 20 | العدالة | 1 – 0 | الحزم | الأحساء                              |
| 11:30             |         |       |       | الملعب: ملعب الأمير عبد الله بن جلوي |

| 18 فبراير 2017 21 | النجوم | 0 – 0 | العدالة | الأحساء                              |
| 11:30             |        |       |         | الملعب: ملعب الأمير عبد الله بن جلوي |

| 02 مارس 2017 22 | العدالة | 2 – 1 | الوطني | الأحساء                              |
| 11:35           |         |       |        | الملعب: ملعب الأمير عبد الله بن جلوي |

| 10 مارس 2017 23 | أحد | 2 – 0 | العدالة | المدينة المنورة                        |
| 12:15           |     |       |         | الملعب: ملعب الأمير محمد بن عبد العزيز |

| 18 مارس 2017 24 | العدالة | 2 – 5 | الفيحاء | الأحساء                              |
| 11:35           |         |       |         | الملعب: ملعب الأمير عبد الله بن جلوي |

| 24 مارس 2017 25 | الطائي | 2 – 0 | العدالة | حائل                                    |
| 13:10           |        |       |         | الملعب: ملعب الأمير عبد العزيز بن مساعد |

| 08 أبريل 2017 26 | العدالة | 0 – 1 | الشعلة | الأحساء                              |
| 12:35            |         |       |        | الملعب: ملعب الأمير عبد الله بن جلوي |

| 14 أبريل 2017 27 | الجيل | 2 – 3 | العدالة | الأحساء                              |
| 12:30            |       |       |         | الملعب: ملعب الأمير عبد الله بن جلوي |

| 22 أبريل 2017 28 | العدالة | 1 – 1 | ضمك | الأحساء                              |
| 12:30            |         |       |     | الملعب: ملعب الأمير عبد الله بن جلوي |

| 28 أبريل 2017 29 | العدالة | 2 – 0 | العروبة | الأحساء                              |
| 12:30            |         |       |         | الملعب: ملعب الأمير عبد الله بن جلوي |

| 05 مايو 2017 30 | النهضة | 1 – 1 | العدالة | الدمام                          |
| 17:45           |        |       |         | الملعب: ملعب الأمير محمد بن فهد |

### إحصائيات
- سجّل العدالة 31 هدفًا (بمعدل 1.03 في كلّ مباراة) بينما تلقّت شباكه 41 هدفًا (بمعدل 1.36 في كل مباراة).
  - سجّل العدالة 21 هدفًا في المباريات التي خاضها على أرضيّة ملعبه بينما تلقَّى 18 هدفًا.
  - سجّل العدالة 10 أهدافٍ خارج دياره وتلقَّى في مقابل ذلك 23 هدفًا.
- خسر العدالة أربع مباريات على التوالي، من الجولة الثالثة والعشرين حتى السادسة والعشرين.
  - فشل العدالة في تحقيقِ أي عددٍ من الانتصارات على التوالي.
- أكبر انتصارٍ حقّقه نادي العدالة في الموسم الكرويّ 2016–17 كان على حسابِ نادي النهضة بهدفينِ نظيفين في الجولة الخامسة عشر من الدوري.
  - أكبر خسارة تعرّض لها العدالة في الدوري كانت في الجولة الخامسة حينما سقط أمام الحزم برباعيّة نظيفة.